# عملیات ببر
عملیات ببر (به انگلیسی: Action of the Tiger) فیلمی محصول سال ۱۹۵۷ و به کارگردانی ترنس یانگ است. در این فیلم بازیگرانی همچون ون جانسون، مارتین کارول، هربرت لام، گوستاوو روخو، خوزه نیتو، هلن هی، آنتونی داوسون و شان کانری ایفای نقش کرده‌اند.